# Клів з Індії
«Клів з Індії» (англ. Clive of India) — американська історична пригодницька драма режисера Річарда Болеславського 1935 року.

## Сюжет
У середині 1700-х Британська Ост-Індійська компанія має владу над торгівлею на субконтиненті, з благословенням британського уряду. Клерк у компанії, Роберт Клів, переходить у військову компанію, де він перевершує інших. Лідерство Кліва підсилюють володіння Англії над Індією і приводять до особистого збагачення, якому часто загрожують вороги, яких він отримує впродовж подорожі.

## У ролях
- Рональд Колман — Роберт Клів
- Лоретта Янґ — Маргарет Маскелін
- Колін Клайв — капітан Джонстон
- Френсіс Лістер — Едмунд Маскелін
- С. Обрі Сміт — прем'єр-міністр
- Сізар Ромеро — Мір Джафар
- Монтегю Лав — губернатор Пігот
- Ламсден Гейр — сержант Кларк
- Фердинанд Муньєр — адмірал Уотсон
- Гілберт Емері — містер Салліван
- Лео Г. Керрол — містер Меннінг
- Роберт Грег — містер Пембертон